# Trifó (poeta)
Trifó , en llatí Tryphon, en grec antic Τρύφων, fill d'Hermes, fou un poeta grec.
Un epigrama seu figura a l'Antologia grega dedicat a la sobtada mort de Terpes a Esparta, quan tenia una figa dins de la boca. Suides reprodueix una part d'aquest epigrama, i d'aquesta part resulta evident que Terpes és equivalent a la figura del famós Terpandre i que el poema es refereix a un relat popular sobre la seva mort, que, com en relats similars de la mort d'altres poetes, es fa una al·lusió simbòlica a la dolçor de les seves composicions. Del mateix Trifó no hi ha cap informació.